# 이스라엘의 장애인 권리
이스라엘에서의 장애인 권리는 다른 것들 중에서 다음과 같은 것들에 기반하는데 그것은 장애 연금, 접근성 조정, 치료, 특수 교육, 근로 지원 그리고 활동 지원이다.
21세기 초반 이후에, 25만 명의, 이스라엘의 장애인들은 비투아 루미(국립보험원)으로부터의 장애 연금을 이스라엘의 최저 임금 수준에 가까스로 맞추었다. 2017년부로, 투쟁은 다음의 것들에 의해 만들어졌는데 그것은 집회, 주요 도로를 고속도로를 그리고 산업을 차단시키는 것, 사회 관계망 서비스에서의 활동, 대법원에의 상고, 이스라엘 정부와의 논의 그리고 크네세트에서의 입법안이다.
2017년에, 최대의 장애 연금액은 2,342 이스라엘 셰켈이었다. 이 해의 최저 임금은 5,000 이스라엘 셰켈이었고 2017년 12월에 한 달에 5,300 셰켈로 그것은 올랐다.

## 배경
기본장애연금은 이스라엘의 국가 평균 임금과 연동되었는데, 그것이 1995년에 ‘국가보험법’에서 결정됨에 따라서 그랬지만, 2003년으로부터의 개정에서, 다음의 것이 그 법의 110조에서 결정되었는데, 그것은 연금이 ‘물가 지수’와 연동될 것이라는 것이었다.
2000년 1월에, 최저 임금은 2,797.75 셰켈이었고, 이스라엘의 장애 연금은 2,239 셰켈이었는데, 최저 임금의 80 퍼센트이다. 하지만, 심지어 2000년에도 장애인들은 그들의 연금을 최저 임금에 맞춰달라고 요구했다.
최대의 장애 연금의 자격을 갖춘 그리고 노동 불가능 때문에 그것에 평생 의존하는 대부분의 장애를 가진 이스라엘 사람들은 어떠한 다른 급여도 받지 않는다. 추가 특별 급여를 받는 사람들은 보살핌이나 이동과 같은 특별한 필요에 대해 그것을 받고, 그것은 그것이 의도된 비용을 충당하지 못 한다. 게다가, 만들어진 급여들은 기본 생존 필요를 위한 것이 아니다.

이스라엘의 장애 연금은 오이시디 국가들 중에 최하위 중의 하나였는데: 2007년에, 이스라엘은 31개 국가들 중에 26위였다. 2007년에 오이시디에 의해 실시된 조사는 또한 다음의 것을 밝혀냈는데 그것은 이스라엘의 일인 당 장애 급여는 오이시디 국가들의 일인 당 평균 급여보다 약 80 퍼센트 더 적었다는 것이다. 2004년에, 이스라엘은 단 하나의 ‘의학적 장애’의 기준을 40 퍼센트에서 60 퍼센트로 올렸는데, 장애 연금에 대한 판단 기준으로 말이다. 2018년 6월 10일에, 국가보험원은 다음과 같은 광범위한 연구를 광고했는데 그것은 이스라엘의 급여가 서방 세계에서 최하위 중 하나였다는 것을 발견했고, 다음과 같이 적었다: “이스라엘의 사회 보장 체계는 매우 낮은 수준의 관대함으로 점철된다.”

### 입법적 활동
2016년 12월 7일에, 크네세트는 다음과 같은 법안을, 39에 42라는 과반수로, 예비 독회에서 가결했는데, 그것은 최저임금에 기본장애연금을 맞추기 위해 국회의원 일란 길론에 의해 발의되었던 것이다. 몇 개월 전에, 국회의원 나바 보커는 또한 최저임금에 장애인 연금을 연동시키는 법안을, 2016년 2월 28일에 발의했다. 그녀의 법안과 길론의 법안의 차이는 다음과 같은 것이었는데 그것은 보커의 법안에 의하면, 사보험으로부터의 장애인으로의 보험금은 장애인 급여로부터 삭감될 수도 있다는 것이었다. 크네세트 의원들의 82개의 서명을 받은 보커의 법안은 장관입법위원회로 이관되었지만, 여러번 연기되었다.

### 젤레카 위원회
장관입법위원회에서의 논의 후에, 2017년 2월 중순에 재무장관 모셰 칼론은 야론 젤레카를 임명했는데, 알렉스 프리드먼에 의해 이끌어지는 “장애인이지만, 반쪽 인간이 아니다” 연대와 협력하여서 그랬고, 장애인 급여를 늘리는 것을 시험할 특별위원회의 수장으로 임명했다. 2017년 5월에, 젤레카는 삼 단계로 한달에 4,000 셰켈로 장애인 연금의 인상을 제안했는데, 그것은 소비자 물가 지수 더하기 일 퍼센트로의 연금의 연동이고, 과세상 무시액(받도록 허용된 금액)을 최저 임금 수준으로 올리면서, 돌봄 노동자의 급여를 신체 장애만이 아닌 노동 장애인의 최저 임금과 연금에 맞추면서, 노령 장애인의 연금을 인상하면서, 그리고 이동 급여의 범위를 확장시키면서 말이다.

### 시몬 위원회
2017년 5월에 이스라엘 총리 베냐민 네타냐후가 아비 시몬 교수를 즉 국무총리실 국가경제협의회장을, 다음과 같이 임명했는데, 재정부, 내무복지부, 보건부 그리고 국가보험원으로부터의 대표들과의 또다른 협의회의 의장으로 말이다. 운영위원회의 제안은 약 한달 후에 제출되었다. 이 제도 아래에서 장애인 급여는 3,200 셰켈일 것이고 빈민으로 정의되는, 75 퍼센트 이상 수준의 장애를 가진 사람들에게 주어질 것인데, 한편 급여의 무시액이 5,300 셰켈(최저임금)에서 4,200 셰켈로 감소될 것이다.
2017년 6월 22일에, 데이빗 비탄, 연립정부 [다수당] 대표는, 기자회견을 소집해서 다음과 같이 말했는데 그것은 그가 3,200 셰켈로의, 시몬 위원회의 제안을 거절했고 ‘반대파’와 동의해서 젤레카 위원회에 의해 제안된 4,000 셰켈을 받아들였다는 것이다.
시몬 위원회의 구성에 대해서, 장애인들은 다음과 같은 이스라엘의 주요 도로에 대한 반복된 봉쇄로 대응했는데 그것은 ‘공도 제1호선’으로부터의 벤 구리온 국제 공항의 입구, , 아얄론 공도, 공도 제4호선, 라아나나 분기점, 해변 도로, 그리고 코드 다리 근처의 예루살렘 입구이다.
집회참가자들은 다음과 같이 주장했는데 그것은 수십 년간 크네세트의, 재정부의 그리고 도로들의 앞에서 그들은 집회를 해왔지만, 정부와 대중은 그들의 요구를 무시했다는 것이다. 그래서, 그들은 길막기로 돌아서야 했다. 처음에, 이스라엘 경찰은 길막기에 반대해서 선제적 인력 동원 행동을 취하지 않았지만, 증가하는 교통 방해로, 경찰은 더 강한 조치를 취하기 시작했고, 몇몇 길막기는 경찰과 장애인의 충돌을 포함했다. 결과로, 많은 장애인이 연행되었다. 2017년 9월에, 경찰은 다음과 같이 말하는 보도자료를 냈는데 그것은 그것이 더 이상 시위에서의 길막기를 허용하지 않을 것이고, 그것이 길을 막았던 활동가에게 벌금을 매기기 시작할 것이라는 것이었다. 경찰은 다음과 같이 덧붙여 말했는데 그것은 경찰이 표현과 집회의 자유를 법으로 계속해서 보장할 것이지만, 위반되는 공공 질서를 그리고 이스라엘 시민의 정상적인 형태의 일상에 대한 그런 심각한 침해를 허용하지 않을 것이다”라는 것이었다.
시몬 위원회의 결론의 제출, 그 일주일 전에, 급여 인상의 연기에 대응해서 장애인 단체들은 대법원에 상고했다. 그 상고에의 그것의 대응으로, 정부는 다음과 같이 주장했는데 그 주장은 상고하는 사람들이 한달에 2,342 셰켈이라는 장애인 급여는 자존심을 가지고 살아갈 권리를 보장하지 않을 것이라는 것을 증명하지 못 했다는 것이었다. 2018년 6월 18일에, 대법원장 에스더 하윳은 대법원에의 상고를 기각했다. 그녀는 다음과 같이 판결했는데 그것은 장애인 연금이 이미 2018년 2월에 입법에 의해 인상되었고 이 인상 때문에 상고는 수정되어야 한다는 것이었다.
2017년 9월에, 텔 아비브의 히스타드루트 사무실 밖에서 장애인들이 집회를 열었다. 2017년 9월 5일에, 히스타드루트 [노조 단체] 위원장 아비 니센코른은 장애인 단체들과 만나서, 그들에게 그들의 투쟁에 히스타드루트는 완전한 협력자가 될 것이라고 말했다.
2017년 9월 18일에, 입법의 연기 때문에, 크네세트에 특별한 본회기가 있었는데, 그것은 율리 에델슈타인, 크네세트의 대변인에게의 수십 개의 국회 의원들 서명의 제출로 이어졌다. 그 회기의 주제는 정부의 장애인 정책의 실패였다. 몇몇 의원들, 전 경제부 장관 야이르 라피드 같은 사람들이 정부를 공격했다. 본회기는 반대표 없이, 49명의 투표로 마감되었는데, 그 안건을 크네세트 위원회로 이관하면서 말이다.

### 히스타드루트에서의 조율
2017년 9월말에, 나오미 모라비아, “이스라엘장애인인권협회”의 회장은, 텔 아비브의 히스타드루트 건물에 위치한 그 단체의 회장은 정부에 반대하는, 니센코른 지원을 요청했다. 그녀의 요청에 따라서, 니센코른은 2017년 9월 29일 밤에 다음의 행사를 열었는데, 그것은 그와, 일란 길론 의원 그리고 데이빗 비탄 의원과, 그리고 아비 시몬과의 장애인 대표들의 히스타드루트에서의 밤 모임이었다. 아침까지의 12 시간의 조율, 그 시간 동안 예후다 도론, 소아마비장애인협회의 대표는 그 논의에서 물러났고 장애인 협회의 아미하이 타미르가 회의에 남았지만, 계획의 윤곽에 반대했는데 그 조율 후에 2021년까지 네 단계로 장애인 연금을 보강하는 것이 결정되었고, 그래서 최종 급여는 장애인에 대해서 3,800에서 4,000까지 그리고 80 퍼센트 이상의 장애 정도를 가진 3만 명의 사람들에 대해서 4,050 셰켈이 될 것이었다. 과세상 무시액의 합계는 두 단계로 상승될 것인데 2018년 1월의 4,000 셰켈로 그리고 2019년 1월의 4,300 셰켈로 말이다. 그 요구안의 예산 규모는 42억 셰켈이었고, 장애인에 대한 340에서 540 셰켈의 추가가 2018년 1월에 시작될 것이라는 것이 합의되었다. 2017년 10월 1일에, 시몬은 다음과 같이 말했는데 그것은 정부는 2018년에 13억 셰켈의 추가에 대해서만 수용할 수 있고, 그 후에는 그것 자체를 수용할 수 없다는 것이었다. 시몬은 다음의 것을 설명했는데 그것은 ‘뉴머레이터’라고 불리는 컴퓨터 프로그램(소프트웨어 중개 서버)은 적절한 예산 항목이 없는 정부의 지출을 제한한다는 것 그리고 그러므로 42억 셰켈을 지출하는 것에 대한 무능력이었다.

## 장애인 단체의 반응
42억 셰켈에 대해 지출하는 것에 대한 무능력에 대한 시몬의 말은 장애인에 대한 340 셰켈의 2018년 1월의 예정된 추가에 그리고 2021년까지의 네 단계에 따라서, 다음과 같이 협의된 밑그림을 무효화하도록 대부분의 장애인을 촉발했는데 니센코른의 도움을 받아서, “이스라엘 장애인 인권 협회”하는 단체 그리고 “현재 그에게 절반의 아들 사람” 그리고 정부, 이렇게 셋 사이에 협의된 것이다.

다음과 같은 단체들, 이얄 코헨에 의해 활동하는 “장애를 가진 흑표범”은, 오퍼 소퍼가 대표로 있는 “장애를 가진 에이 특공대”는, 타밀에 의해 활동하는, 장애인 단체는, 그리고 도론에 의해 활동하는 소아마비 단체는 그들은 계속해서 길을 막을 거라고 발표했는데 장애인 연금이 최저임금과 같아질 때 그리고 한번에 지불될 때까지 말이다.
오렌 헬만, ‘이스라엘 전자’의 부회장, 장애를 가진 딸의 아버지, 그리고 네타냐후가 경제부장관이던 일년 간 전직 네타냐후 고문이었던 그는 또한 히스타드루트 밑그림을 광고한 후에 ‘글로브즈’ 신문에 사설을 썼고, 15,000 셰켈로의, 과세상 무시액의 인상을 요구했다.

### 투쟁의 강화

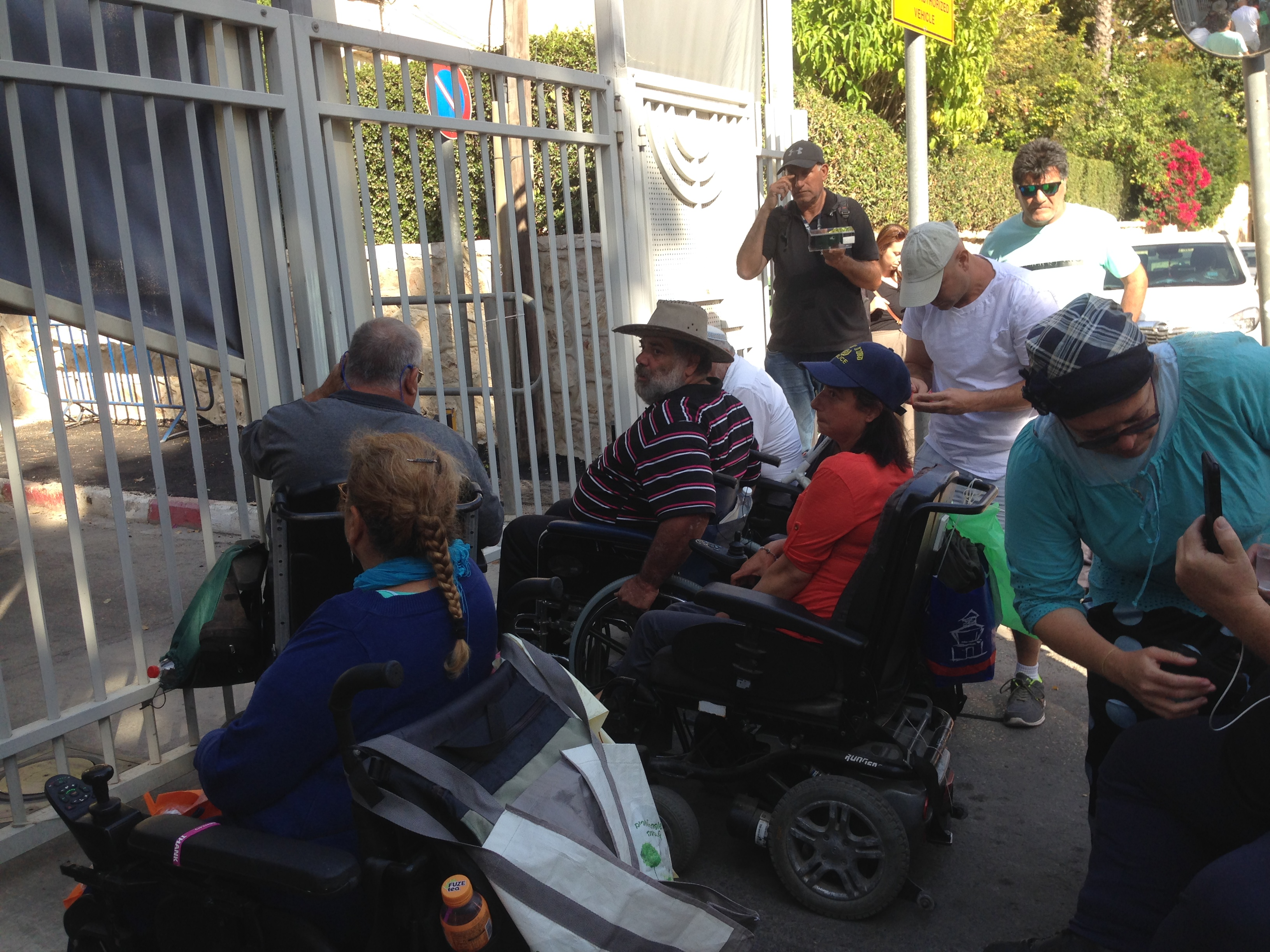
2017년 10월 17일에 총리 공관 앞에서 장애인들의 집회, 이얄 코헨, 한나 아키바(빨간색 옷), 아이리스 하야 직돈(파란색 옷)과 함께, 그리고 2018년 5월 23일에 사망한, 라난 카르칼리스와 함께,, 카메라에 그의 등을 지고 있는 회색 셔츠를 입은 그와 함께. 예루살렘 밸푸어 거리

2017년 10월 3일에, “장애를 가진 흑표범”과 “에이 특공대”의 활동가들이 아침 6시부터 5시간 동안 아스돗 항구의 입구 두 곳을 막았는데, 막중한 재산상의 손실을 일으키면서 말이다. 활동가들은 항구 입구를 벗어날 것에 동의했는데 경찰이 그것이 활동가들의 차량에 발부한 교통 범칙금 통보서를 폐기할 것을 동의한 후에 말이다. 2017년 10월 9일에, 초막절에, 장애인 대표들이 대통령의 수카(천막)에서 르우벤 리블린 대통령에 의해 초정되었는데, 그 행사는 대중에 공개되었다. 모든 전문가 단체와 존중이 담긴 대화를 하도록 장애인에게 대통령은 요청했다. 다음에 비가 오는 날에 내무부장관 아리에 데리의 집 밖으로 장애인들이 가서 집회를 열었다. 데리의 집으로부터, 그들은 밸푸어 거리의 총리 공관으로 갔고, 가자 거리를 막았다. 거기로부터 그들은 프랑스 광장으로 이동했고, 차를 막았다. 10월 15일에, 이스라엘 방위군 상이 군인의 대표들과의 첫번째 협력으로, 길에서 천천히 운전하면서 네타냐 근처의 ‘해안도로’의 남쪽 교통을 방해했는데, 경찰의 승인과 협력으로 말이다.
2017년 10월 17일에, 레트론 나들목 근처의 주유소에서 장애인들이 모였고, 거기서부터 극심한 교통 체증을 일으키면서, 예루살렘으로의 제1공도에서 천천히 그들은 운전했다. 그들은 총리 공관에 도착했고 밸푸어 거리의 남쪽 입구를 막았다. 니콜 레이드먼은 도착해서 언론 취재 세례를 일으켰는데 “장애를 가진 흑표범”에서 온 한나 아키바에게 그녀가 2,000 셰켈을 주었을 때 말이다. 다음에 흑표범의 대변인은 다음과 같이 설명했는데 그것은 그 돈이 그들의 지출을 충당하기 위해 처리되었고, 개인적으로 사용되지 않았다는 것이었다. 총리 주거지를 막은 후에, 그들은 예루살렘의 케렌 헤이소드 거리를 막았고, 파리 광장을 막았고,거기서부터 ‘화음 거리’에 그들은 가서 저녁까지 예루살렘 입구를 막았는데, 경찰의 지휘 아래에서 말이다.
2017년 10월 23일에 크네세트가 겨울 회기에 들어갈 때, 15개의 단체의 장애인들이 크네세트 맞은편에 천막을 설치했고 크네세트 안으로 진입하는 시도로 그것의 보안요원과 충돌했다. 경찰은 카플란 거리로 이어지는 도로를 봉쇄했다. 나오미 모라비아가 크네세트를 떠날 때, 장애인들이 그녀에게 소리치며, 몰려나왔고, 보안요원들이 그녀를 에워싸서 나갔다. 장애인들은 또한 재정부 입구를 막았다.
2017년 11월 5일에, “장애를 가진 흑표범” 활동가들이 네 시간 반 동안 하이파 정유소 출입구를 막았다. 정유소의 보안 직원들이 간식으로 활동가들에게 공감을 표시했다.
2017년 11월 19일에, 장애인들이 예루살렘의 총리 집무실의 출입구를 막았는데, 주간 참모 회의가 거기서 열릴 때 그랬고 다음에 예루살렘의 경전철 통행을 막았다.
2017년 11월 22일에, 아침 7시에, “장애를 가진 흑표범”은 ‘리숀 레지온’에 있는 비탄의 집 출구를 막았는데, 장애인을 위해 만들어진 네 곳의 구역들과 비슷하게 말이다. 그 거리의 몇몇 주민들은 그들에게 맞서려 했고, 그곳의 경찰력은 그것을 막았다. 거기서부터, 벤 구리온 공항으로 그들은 이동해서 활주로를 막았다.
2017년 11월 29일에, 여전히 어두울 때인, 아침 5시 40분에 비탄의 집으로 그들은 돌아왔고, 비탄을 그가 차까지 가는 길에서 만났는데 왜냐하면 흑표범에 의해서 막혔기 때문에, 비탄의 운전기사가 그에게 다가갈 수 없었기 때문이었다. 경찰이 비탄과 동행했고, 흑표범은 비탄에게 다음과 같이 말했는데 그것은 그들이 계속해서 그와 그의 이웃을 막을 것이라는 것이었는데 그가 그냥 최저임금이 모든 장애인을 위한 연금이 될 것이라는 것을 깨달을 때까지 말이다. 암논 벤-아타프가 비탄의 후임으로 왔고, 그를 꾸짖었고, 비탄에게 비탄이 장애인을 싫어한다고 말했고, 암논의 아내와 그의 딸이 그들이 장애를 가지게 된다면 2,400 셰켈로 어떻게 살 수 있는지 물었다. 비탄은 그에게 대답했다: “내 귀에 소리치지 말아요”. 대답으로, 모라비아는 다음과 같이 했는데 비탄에게 장미꽃 부케를 보냈고, “우리는 그들이 아니다”라고 편지를 썼고, 그녀의 단체 활동가들 대신에 서명했다.

## 정부가 주도한 입법
2017년 11월 25일에, 이스라엘 복지부 장관 하임 카츠는 정부 협상 탁자에 놓일 그의 대표 발의안을 발표했다. “이스라엘 장애인 인권 협회”는 카츠의 안에 대답했고  다음의 것들을 거부했는데 그것은 이스라엘 평균 임금과의 불연동, 42억 셰켈에서 20억 셰켈 미만으로의 총액의 하락, 2019년의 과세상 무시액의 증가의 부재, 그리고 장애인 연금 증가의 부재이다. 2017년 11월 26일에, 준비서면이 나왔는데, 그것은 많은 장애인 연금의 변화를 위해 정부에 의해 주도된 입법 구상의 공식적 시작이었고 장애인 단체와 정부 간의 합의에 이어서 말이다. 같은 날, 장애인들은 카츠의 안에 반대해서 시위를 벌였고, 한 시간 동안 예루살렘의 경전철을 막았다.
2017년 12월 5일에, 길론 의원에 의해 제출된 법안에 대해 엘리 알라루프 의원에 의해 진행되는, 크네세트의 ‘노동복지건강위원회’ 회의에서, 히스타드루트의 밑그림을 반대했던, 에릭 하라리 그리고 오퍼 부츠닉 사이에서 싸움이 벌어졌는데 오퍼는 “이스라엘 장애인 인권 협회”의 사람이었다. 하라리에 따르면, “지역” 조직의 회장인, 심차 베니타에 대한 “이스라엘 인권 협회"의 가비 하다이의 신체 접촉에 그는 대응했다. 2017년 12월 11일에 다른 회의가 노동복지건강위원회에서 열렸다. 이 회의에서, ‘유대인의 집’의 모티 요게브가 다음과 같이 말했는데 그것은 장애인 연금이 장애인의 취업 때문에 영향을 받지 않는 것이 절대적으로 필요하다는 것이었는데, 그 단계를 축소하는 의무와 더불어 말이다. ‘공동 명단’의 압드 알-하킴 하지 야야 의원은 다음과 같이 말했는데 그것은 장애인 연금은 정부의 그것의 시민들에 대한 지출이고, 42억 셰켈이라는 예산은 재물로 바쳐지는 무언가가 아니라는 것이었다. 세입 오차가 있는지 재정부와 함께 의원들이 확인해야 한다고 그는 말했다. 하지 야야에 의하면, 돈이 있다면, 단계들의 수가 줄어들어야 한다. “장애를 가진 흑표범”의 이얄 코헨은 그가 어떠한 단계도 없이 매달 ‘국민보험’에 돈을 냈다고 말했고, 그의 의사는 일년 전에, 그가 살 날이 4년 남았다고 그에게 말했다.
2017년 12월 20일에, 미키 로젠탈에 의해 발의된, 복지부장관 카츠에 의해 지지된 법안을 사전 투표에서 만장일치로 크네세트가 통과시켰는데, 그것은 단계적으로 4,300 셰켈로 급여를 인상할 것이었다. 장애인에 대한 최저 임금은 아마도 시행되지 않을 거라고 카츠는 말했다. 2017년 12월 21일에, 재정부의 국장, 샤이 바바드의 집에 “장애을 가진 흑표범”이 찾아갔는데, 다음과 같이 말한 후에 그랬고 그 후에 번복했는데 그것은 바바드가 그가 완전히 장애인에 대해 상관하지 않는다고 말했다는 것이었다. 바바드로부터, 흑표범은 가이사랴의 네타냐후에게 이동했고, 집 앞에서 그들 자신을 벽으로 세웠고 “장애를 가진 흑표범”의 스티커를 붙였는데 그의 집문 위에, 그의 주차장 앞문 위에 그리고 가로등 위에 말이다.
2017년 12월 29일에, 보커는 다음과 같이 발표했는데 그것은 2017년 12월 31일에, 여섯 번째로 장관입법위원회에 그녀의 발의안을 제출하겠다는 것이었다. 보커에 의하면, 장관위원회는 그 안을 가결했고 정부안으로 그것을 회부했다. 2018년 1월에, 연립여당의 그리고 야당의 크네세트 의원을 길론이 소집했는데 입법 기한이 지났음에도 불구하고, 정부 입법의 부재를 논의하기 위해서이다.
2018년 1월 3일에, 네타냐후와 카츠는 뉴스 방송에서 다음과 같이 말했는데 그것은 계획된 340 셰켈에 더해서, 2018년 7월에 추가로 161 셰켈을 장애인들이 더 받을 거라는 것이었다. 장애인들은 다음의 것들로 대응했는데 그것은 제4공도 막기와 타이어 태우기, 가이사랴의 골프 분기점을 막기 그리고 하데라의 발전소를 막기였다. 같은 날, 기권 없이 86표에 의한 크네세트 예비 독회에서 보커의 안이 가결되었다. 이스라엘 하욤과의 인터뷰에서, 카츠는 장애인 연금에의 추가는 불충분했다고 인정했고, 일주일 후에, 장난한다고 재정부를 비난했고, 네타냐후가 장애인에 대해 관심을 갖지 않는다고 말했다. 프리드먼은 다음과 같이 발표했는데 그것은 정부가 합의를 깨고 있다는 것이었고 그는 “반쪽짜리 합의에 우리는 동의하지 않을 것이다” 선전활동을 시작했다.
2018년 9월 12일에, 카츠는 정부 회의에서 다음과 같이 말했는데 그것은 재정부로 국가보험 수익을 이관하는 합의는 취소되었다는 것이었다. 그 합의의 7조에 따르면, 각 정당은 서면으로 다른 정당에게 다음과 같이 공지할 수도 있는데, 그것은 특정한 회계 연도의 마지막 삼 개월 이전까지 늦어도 그것은 다음 회계 연도부터, 그 정당이 이 합의 아래에서의 투자에 더 이상 관심이 없다고 공지하는 것이다. 노동복지부 장관은 언론에 다음과 같이 말했는데 그것은 급여의 그리고 국가보험기관의 미래를 보장하는데 쓰일 돈이 현재 국가 재정을 운영하는데 쓰이는 상황이 지속될 수 없다는 것이었다. 그에 대한 반응으로, 이치크 쉬물리 의원은 다음과 같이 말했는데 그것은 수년에 걸쳐서, 재정부 장관은 국가보험기관 자금에서 2200억 셰켈 이상을 강탈했다는 것이었다. 의무 수행을 보장하기 위해 돈을 보관하는 대신에, 정부의 정치적 필요에 의해 그것은 불태워졌다. 이 무모하고 위험한 행동은 재앙적인 상황으로 이어져왔는데 그 상황에서 기관은 노인, 장애인 그리고 ,미래의 다른 선택될 수 있는 사람들에게 그들이 법에 의해 권리를 가진 것들을 공급할 수 없을 것이다.
2018년 10월 24일에, 크네세트에서 반복되는 표결이 있었는데 장애인 급여를 최저임금에 맞추는 길론 의원의 법 발의에 관해서였다. 이번에 발의는 37명 찬성에 39명 반대로 부결되었다. 오데드 포러 의원은 리쿠드 당 의원들을 비난했는데 그들은 표결 현장을 떠났고, 그가 그들의 일을 하게 했다. 네타 벤-가나안은 정확한 결과를 발표했다.
2018년 11월 26일에, 칼론은 아침 방송 “하오람 하보커”(오늘 아침 세상)에서 아브리 길라드 그리고 마야 지브 울프와 함께 다음과 같이 말했는데 그것은 장애인은 그런 큰 증액을 받은 적이 없다는 것이다. 그는 장애인과 노인의 모든 단체가 만족하는 것이 확실하다고 말했다. 만족하지 못 한 작은 단체가 있다. 칼론은 장애인이 받은 증액을 확인하지 못 하지만, 말했다: “그들은 많은 총액을 받았다”.

## 정부 입법 대응 투쟁

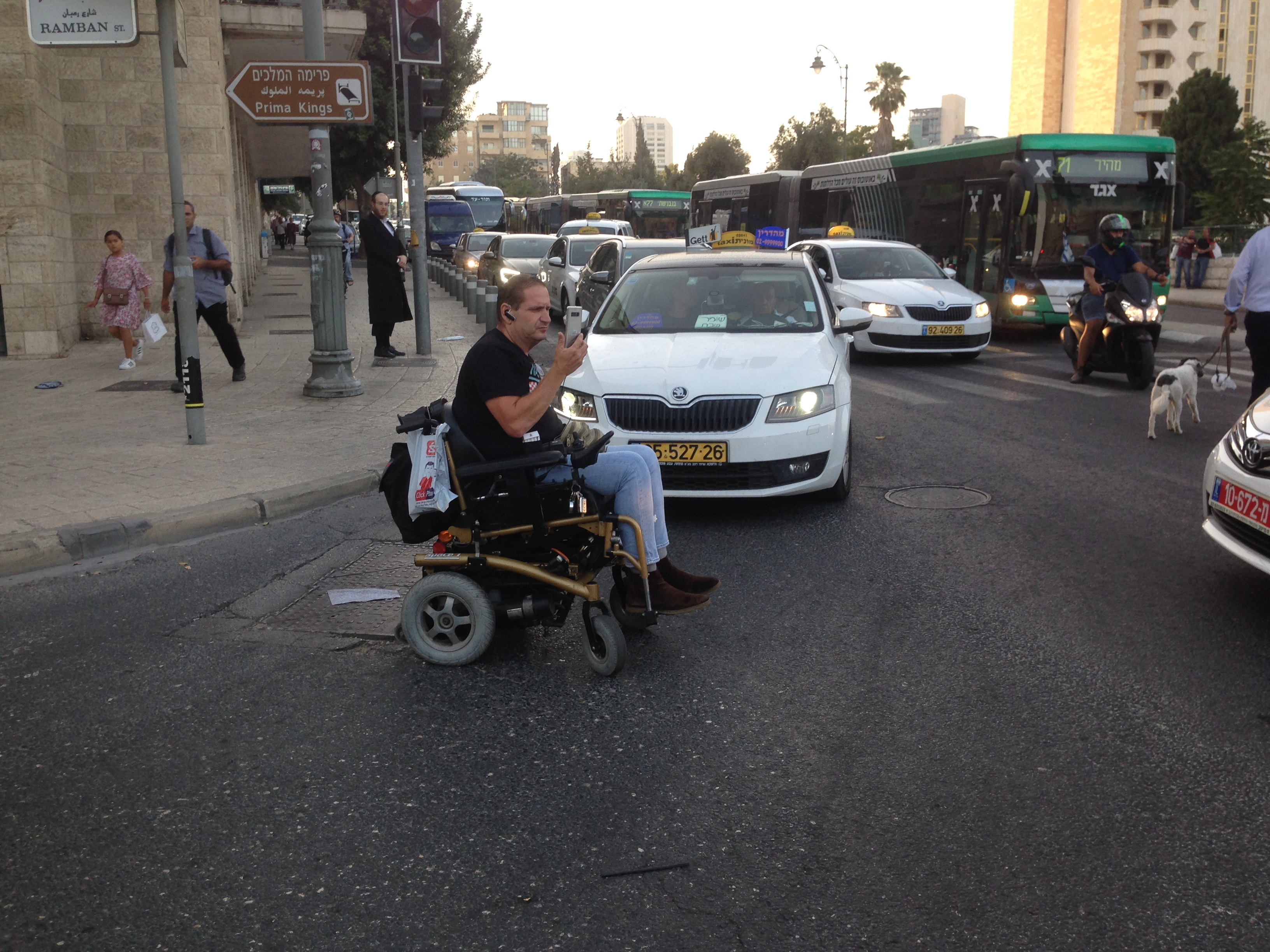
오퍼 소퍼는 최저임금에 장애인 연금을 맞추기 위한 투쟁 동안에 예루살렘의 파리 광장을 막았는데 2018년 6월 28일에, 이스라엘 총리 공관에서 멀지 않았다.

2018년 1월 8일에, 라빗 벤 바룩, 장애인 대표는, 페이스북에서 그녀의 동영상에서 시몬을 지목했고, 그에게 말했다:

“당신은 나에게 무엇을 말하려 왔는가? 다음과 같은 과도한 세금으로 당신이 나를 짜낼 수 있는 한에서 세상의 어떤 문명 국가에서도 볼 수 없는 세금으로 그러는 한에서 우리 합의는 잘 작동했다. 게다가, 나는 최저임금을 받은 적이 없어서, 나는 매우 많은 세금을 매달 냈는데, 그것처럼 나를 자르는 것이 왜냐하면 그것이 그것을 필요로 하는 가족에게 가기 때문에 괜찮다고 서툴게 생각하면서 그랬지만, 그것은 이루어지지 않아왔다. 너희들 각자에게, 내가 무엇을 말할 수 있나? 당신이 젖 주는 소가 되는 것을 그만둘 순간에, 당신은 그것을 바라야 할 것이다. 이 정부는 당신이 여전히 가지고 있는 마지막 존엄을 당신에게서 빼앗을 것이고, 문밖의 빈민처럼 당신을 대우할 것이다. 그가 나의 피를 더 이상 핥을 수 없는 그 순간부터, 나는 짐이 되었다. 정부 곳간의 짐. 그렇게, 그는 유감스럽게 나를 실망시키고, 나는 연금에 자격이 없다. 나는 통보서를 받고 나는 많이 고마워하고 입다물어야 한다. 당신의 입 밖으로 나온 역겨운 불합리의 과정에서, 당신은 한 가지에 대해서 옳았다. 당신에게 인간 공감이 무엇인지 가르칠 수 있는 세상의 대학은 없다. 아니, 선생님. 당신은 그냥 폐물이다. 그리고 그거 아는가? 나는 당신에 의해 기분 좋아질 필요도 없다.  도대체 당신은 누군가? 당신은 그냥 가엾은 작은 장기 말, 줄로 당겨지는 뼈대 없는 목각인형이다. 당신은 또한 협상 대상도 아니다.”
2018년 8월 15일에, 벤 바룩은 다음과 같은 “트누파 르-디모나”(디모나를 위한 힘)를 가입했는데 그것은 2018년 10월 30일에 이스라엘 지방 선거에서 엘리 사그론이 이끄는 디모나의 정당이다. 2018년 10월 3일에, 벤 바룩은 미찰 엘마렘 아부가 이끄는, 디모나의 “쿨라누”를 가입했고, 아미하이 타미르가 그것에 대응했다. 장애인의 권리를 파묻는 사업 경영을 칼론도 공부했는지 에이탄 샤론이라는 이름의, 대표가 질문했을 때, 벤 바룩은 그녀 인생의 4년이 대학에서 낭비되었는데, 왜냐하면 그녀가 사업을 하는, 그녀의 아버지에게서 반년 동안 더 잘 배울 수 있었기 때문이라고 대답했다. 2018년 10월 30일에, 쿨라누는 디모나의 지방 선거에서 의석 하나를 얻었다.
2018년 1월 22일에, “이스라엘장애인인권협회”가 돌아와서 다음의 장소 입구를 막았는데 그것은 이스라엘 우주 산업, 그리고 아스돗 항구이다. 단체는 다음의 것들을 발표했는데 그것은 히스타드루트에서 합의된 밑그림을 이루는, 정부의 실패이고, 다른 장애인 단체에 의한 아픈 타협과 비난 이후에, 다음과 같은 그것의 첫 요구로의 그 단체의 돌아옴이다: 한번에 최저임금과 같은 장애인 연금.
2018년 2월 12일에, 국민보험법이 노동복지건강위원회에 의해 통과되었고, 장애인도 그 위원회에 참여했다. 예산안이 장애인의 요구안을 충족하지 못 했지만, 2월 12-13일 밤에 크네세트 전원위원회에서 법으로 가결되었다. 그에 대응해서, 장애 흑표범은 다른 장애인들과 크네세트에서 자신들을 벽으로 세웠고, 크네세트 담당자와의 합의 후에, 그들은 크네세트를 스스로 떠났다.
2018년 5월 17일에, 장애 흑표범은 장애인에게 음식을 주는 새 사업을 시작했다. 결과로, 요나단 태드머는 2018년 5월 31일에 텔 아비브의 정부종합청사에서 집회를 열었는데, 장애인과 노인의 최저임금을 요구하면서 말이다. 레프 텔 아비브 경찰서, 슬로미 사기 경찰 차장은, 야엘 니차브를 아얄론 도로로 밀어내었다.
2018년 6월 4일에, 장애 흑표범은 텔 아비브의 클라릿 건강관리본부에서 예후다 도론과 만났는데, 클라릿에 맞서서 투쟁해왔던, 장애 흑표범 라난 커클리의 죽음 이후에 그랬는데, 그가 일주일에 네 번 받았던, 투석 치료 후의 구급차 비용의 완전한 환불을 요구하면서 말이다. 회의 후에, 장애 흑표범은 내려 가서 텔 아비브의 알로조로프 그리고 이븐 가비롤 거리의 주요교차로를 막았다.
2018년 6월 28일에, 동시에 네 건의 장애인 집회가 있었다. 집회는 다음과 같은 장소에서 있었는데 그것은 요나단 태드머가 이끄는, 칼론의 집 앞의 하이파; 이얄 코헨이 이끄는, 아얄론 공도의 텔 아비브; 오퍼 소퍼가 이끄는, 총리 공관 근처의 예루살렘, 라빗 벤 바룩이 이끄는, 베르세바 지방 법원 근처 광장의 베르샤바이다.
2018년 7월 16일에, 태드머는 야카 광장에서 장애인과 노인의 회의를 열었는데 오후 2시에 예루살렘에서였다. 그들은 에게드에 의해 운영되는, 대중 교통을 주로 막았고, 때때로 몇몇 버스가 지나가도록 허용했고, 광장을 다시 막았는데, 아랍 장애인 아부 샤나브에 의해 주로 그것이 조직되었을 때 말이다. 크네세트를 방문했던 몇몇 일본 관광객들이, 집회 장소를 지나쳤고 완전하게 그것을 녹화했다. 장애인은 또한 다음의 것들을 막았는데 그것은 대법원 근처의 ‘국립 광장’, 경전철 그리고 코드 다리 옆의 교통이었다. 오후 3시 25분에, 흰 티셔츠의 라빗 벤 바룩, 검은 옷의, 기자 그리고 자폐증을 가진 두 아이의 어머니인, 한나 킴, 가방을 멘 야엘 니차브, 그리고 아파 프리드먼은, 크네세트에 가서 불신임 문서를 제출하기를 원했는데 통신부 장관 아윱 카라에게 그리고 나머지 119명의 의원들에게 그랬지만, 한 명의 보안요원이 강압적으로 문서를 가로챘고, 네 명의 여성의 출입 허가증을 금지시켰고 그들을 크네세트 밖으로 몰아냈다. 추방 전에, 하이디 모세, 엘리에셀 모세의 딸은, 벤 바룩에게 그녀가 근처에서 열리는, 칼론과의 “쿨라누” 회의에 참여하지 않는 이유를 물었고, 그 문서가 선전물이고 크네세트 경관의 결정에 의해 압수될 것을 주장했다. 동시에, 다른 무리의 리쿠드 활동가들이 리쿠드를 옹호하는 종이를 가지고 근처에서 서있었고, 그것 자신들을 녹화했는데, 근무 중인 경관이 그것에 무관심하게 눈 돌리는 동안 말이다. 장애인들을 그들의 삶을 위해 싸우도록 거리에 칼론이 돌려놓았다고 벤 바룩은 모세에게 대답했다. 모세는 킴에게 다음과 같이 말했는데 그것은 그녀가 크네세트에 십 년 있었고 네타냐후와 성과를 만들었다는 것이었다. 킴은 모세에게 왜 그녀가 대리모 법의 개정에 반대하는 네타냐후의 투표를 막지 않았는지 질문했고, 모세는 킴을 “자기”라고 불렀는데, 킴이 엉뚱한 사람에게 화살을 쏘았다고 주장하면서 말이다.
2018년 8월 7일에, 다른 이스라엘 장애인과 장애 흑표범은, 벤 구리온 공항 출입구를 막았다. 경찰은 다음과 같은 장애인 활동가들에게 물병을 나누어주었는데, 그들은 오후 4시부터 8시 20분까지 투쟁했고, 녹화되었고 한번 이상, 모든 이스라엘 텔레비전 채널에 의해 인터뷰되었다. 이얄 코헨은 벤 구리온 공항의 집회에서 흑표범의 요구를 발표했다:
“1. 음식과 의약품 중에 선택해야 하는 이스라엘 국가의 사람들이 있다는 것은 생각할 수 없다.
2. 존중되는 삶을 위한 최저임금은 한명의 건강한 사람에 대한 5,300 셰켈인 것을 정부는 법으로 보장해왔다.
3. 다음과 같은 사람들에게 정부가 요구하는 것은 불가능한데 그것은 아주 적은 연금으로 살아가는 사람인데, 이 사람이 생활비를 버는 능력을 잃었고, 의료적이고 정신적 치료를 받아야 한다고 정부가 판정한 후에 그런 사람, 혹은 노인이 된 사람이다. 인간답게 살기 위한 최소한의 필요를 정부에게 우리는 요구한다!
4. 잠수함, 선출직 공무원의 많은 연봉, 그리고 정치적 약속 같은 필요 없는 사업에 공적 자금에서 수십억의 이스라엘 새 셰켈을 정부가 낭비하기 전에, 경제력이 약해진 사람들을 위한, 인간답게 살기 위한 최소 금액을 우리는 요구한다.
5. 일년에 수십억 셰켈의 액수만큼 국가보험원에 재정부가 손을 대서 잉여 수익을 얻기 전에, 취약 가구에 대한 최저 임금만큼의 공정한 분배를 우리는 요구한다.
6. 인간답게 살기 위한 최소한의 5,300 셰켈을 우리는 요구한다. 대중에게 거짓되고 오도하는 자료를 공무원들은 보내는데 일방적으로 결정된, 나쁜 합의를 “엄숙하고 역사적인 합의”라고 부르면서 말이다. 위의 합의는 다음의 것을 반영하지 않고 동의를 구하지 않았는데 그것은 이스라엘의 장애인 단체와 장애인의 입장이다. 최저임금은 인간답게 사는 것이기 때문이다!"
|  |  |
|  |  |
|  |  |

2018년 10월 15일에, 크네세트 앞에서 장애 흑표범은 집회를 열었고, 암논 벤-아타프는 경찰에 의해 바닥에 밀려 넘어졌다. 2018년 11월 20일에, 장애 흑표범은 야쿰 근처를 가로지르는 철도를 막았는데, 경찰에 의해 그들이 물러날 때까지 말이다. 후에, 이얄 코헨은 연설을 했고 다음과 같이 말했다:
“최근에 많은 사람들, 장애인뿐만 아니라 일반 대중은 장애인의 투쟁에서의 막기와 대중 지지에 대해 저에게 물었어요.
이제 여러분에게 생각할 무언가를 주는 질문으로 여러분에게 제가 순서를 넘겨요. 우리가 얻는 지지는, 그것이 보이는 것에 따르면, 다음과 같아요: “조용히 집에 앉아있어요, 우리를 괴롭히지 마요, 우리는 여러분을 지지할게요”. 16년을 회상해봅시다. 16년의 투쟁에서, 마지막 일년 반이 더 과격했어요. 무슨 신호를 우리가 봤나요? 우리를 지지하는 대중으로부터 무슨 말을 우리가 보아왔나요? 페이스북 좋아요와 지나가는 사람들의 길 위의 사이렌 말고요. 가로막힌 운전자 말고요. 페이스북 좋아요로, 우리는 가게에 가지 않을 거고 약을 사지 않을 거예요. 심지어 응원의 사이렌으로도, 우리는 집에 음식을 가져올 수 없어요.
중요한 것은 우리가 찾는 거예요. 우리가 정말 결과를 얻길 원하나요, 아니면 그냥 집에 조용히 앉아서 좋아요 눌리길 원하나요? 그들은 빵을 구걸하는, 빈민으로서의 우리를 좋아할 것이고, 아니면 그들은 우리를 싫어하고 우리가 가게에 가고 인간답게 살 수 있는 것을 싫어할 거예요.
다가오는 선거는 다음과 같은 장애인 단체의 일부 활동가를 촉발했는데, 그들은 크네세트에 출마하길 원해요. 그들의 방식은 시체 위로 걷는 것이고, 그들은 흑표범에 반대해서, 투쟁하는 어떤 이라도 반대해서 나아가는데, 왜냐하면 그들의 주된 이유는 여론이기 때문이에요.
그래서 이제 생각해봅시다, 그 자신과 각각의 사람들이여, 여러분이 더 좋아하는 것을요. 현장의 사람들에게 환영을 받지만, 가난에 머무르는 것, 혹은 현장의 사람들에게 욕을 먹지만, 가게에 가고, 약을 사고 인간답게 살 수 있는 것.
만약에 대부분의 장애인들이 그것이 집에 조용히 앉아서 말하지 않을 때 환영받는 것을 더 좋아한다고 저에게 말한다면, 저는 그것을 받아들일 거예요. 다수를 따라서, 저는 투쟁을 멈출 거예요. 만약에 대부분의 장애인들이 우리가 계속해서 투쟁하고 그들이 우리에 대해 생각하는 것을 상관하지 않을 거라고 저에게 말한다면, 왜냐하면 건강한 사람들이 우리에 대해 생각하는 것이 아니라, 장애인과 노인에 대해 우리가 관심을 가지기 때문에 그런다면, 우리는 계속해서 투쟁을 강화할 거예요.
어제, 지하철에서, 그것은 한 단계 위였어요. 오늘까지. 우리는 강제로 끌려나가지 않아왔어요. 이제부터, 이 장면들은 때때로 그것들 자체로 반복될 거예요. 그것은 여러분에게 달렸어요. 모두들 좋을 하루 보내세요.” 2018년 11월 21일에 루시 아리쉬와의 텔레비전 방송 “오늘의 대화”에서 비슷한 말이 나왔는데, 아리쉬는 의원들에 반대하는 그녀의 의견을 말했다. 2018년 11월 26일에, 코헨은 추가로 연설을 했고, 정부에 의해 행해진 오도에 대해 말했다.
적어도 3,700 셰켈을 장애인이 받을 거라고, 2019년 말에 법이 확정되었다. 2019년 4월 이스라엘 의회 선거와 2019년 9월 이스라엘 의회 선거 때문에, 임시 정부는 총 수십억 셰켈의, 그런 추경 예산을 승인할 수 없었다. 결과로, 2019년 10월 31일에 텔 아비브에서 장애인이 투쟁을 시작했다.